# Brèbe
Brèbe (en francès Vèbre) és un municipi francès situat al departament de l'Arieja i a la regió d'Occitània.